# Собакино (Износковский район)
Собакино — село  в Износковском районе Калужской области России. Входит в сельское поселение  «Деревня Ивановское»

## География
Расположено у реки Воря. Рядом — Ивановское, Угрюмово.

## Население
| 2002 | 2010 |
| ---- | ---- |
| 20   | ↘19  |